# The Rowdy
The Rowdy è un film muto del 1921 diretto da David Kirkland.

## Produzione
Il film, che fu prodotto dalla Universal Film Manufacturing Company, venne girato nel luglio 1921.

## Distribuzione
Il copyright del film, richiesto dalla Universal Film Manufacturing Co., fu registrato il 26 agosto 1921 con il numero LP16897. Distribuito dalla Universal Film Manufacturing Company, il film uscì nelle sale cinematografiche statunitensi il 19 settembre 1921.